# ピンク・フロイド・ライヴ・アット・ポンペイ
『ピンク・フロイド ライブ・アット・ポンペイ』（Pink Floyd Live at Pompei）は、イングランドのプログレッシブ・ロックバンドであるピンク・フロイドの「コンサート」を収録した、映像ドキュメンタリーである。監督はエイドリアン・メイベン。

## 概要

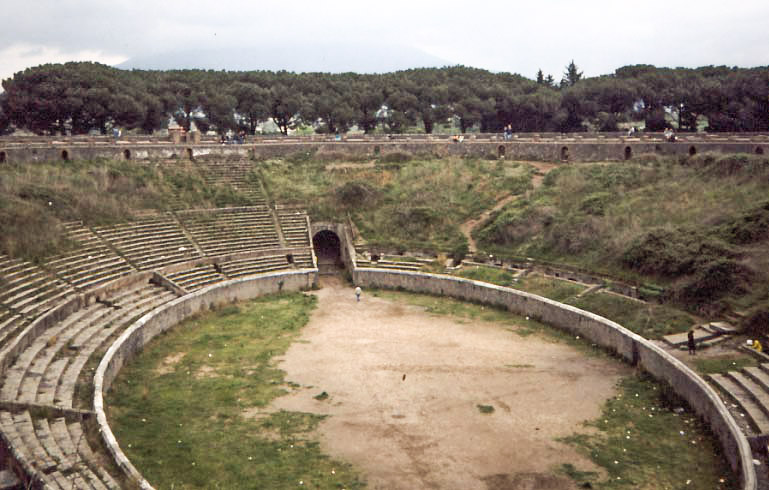
映像のほとんどが撮影されたポンペイの円形劇場

イタリアのポンペイの遺跡で観客がいない円形劇場を舞台にコンサートを行なう、という設定で撮影された作品である。監督のメイベンは、ウッドストック・フェスティバルのような大観衆のいる大規模なコンサートとは全く逆の状態のコンサートを具現化したかったと述べている。
ポンペイ遺跡では1971年10月4～7日に撮影された。当時の最新アルバム『おせっかい』の収録曲の「エコーズ」が前半部「エコーズ、パート1」と後半部「エコーズ、パート2」に分けて収録され、両者の間には「ユージン、斧に気をつけろ」、「神秘」、「吹けよ風、呼べよ嵐」、「マドモアゼル・ノブス」、「太陽讃歌」が挿入された。
「エコーズ」「神秘」「吹けよ風、呼べよ嵐」はポンペイで撮影され、それ以外の曲は12月13日から20日かけてパリのスタジオで収録された。「マドモアゼル・ノブス」は、その際にメンバーが「『シーマス』っぽい演奏を入れたい」と言い出したもので、メイベンは知り合いに声掛けして彼女の愛犬ノブスを借りて吠えてもらった。
「吹けよ風、呼べよ嵐」では、ドラマーのニック・メイスンがドラムを激しく叩くあまり、手からスティックがすっぽ抜けてしまう場面がある。
本作は1972年9月の「エジンバラ・アート・フェスティバル」にて上映され賞賛を受けたが、同年11月25日にロンドンのレインボー・シアターで予定されていた上映は、シアターの運営会社が当日になってキャンセルしたため混乱が生じた。一般公開は法律上の複雑な事情からさらに遅れ、2年後の1974年夏にEMIによって公開された。日本では劇場未公開で、1973年3月17日にNHK総合テレビジョンの音楽番組『ヤング・ミュージック・ショ―』にて放映された。
その後、LD、VHS、ベータマックスが発売された。当時、最初の邦題は『ピンク・フロイドの幻想』であった。LDとVHSには、1972年後半に撮影されたアルバム『狂気』の収録風景やメンバーのインタビューが挿入された。DVD化の際には「ディレクターズ・カット」と称して大幅な編集が施されているが、1972年のオリジナルも収録されている。2025年にはオリジナルの35mmフィルムからレストアされた4K映像と新ミックスを用いた映画が公開（4月）され、5月にはBlu-ray、DVD、CDが発売された。